# Le 15 h 17 pour Paris
Pour plus de détails, voir Fiche technique et Distribution.
Le 15 h 17 pour Paris (The 15:17 to Paris) est un drame biographique américain réalisé par Clint Eastwood, sorti en 2018.
Le film revient sur l'attentat du train Thalys le 21 août 2015, à destination de Paris, déjoué notamment par trois amis d'enfance américains qui voyageaient en Europe : l'étudiant Anthony Sadler et les deux militaires Aleksander Skarlatos et Spencer Stone. Tous les trois jouent leur propre rôle dans le film, qui raconte également leur enfance, leur amitié et leur parcours ainsi que la série d'événements qui les ont amenés à bord de ce train.

## Synopsis
Le 21 août 2015, un attentat est déjoué à bord du Thalys 9364 à destination de Paris. Le terroriste djihadiste, Ayoub El Khazzani, armé d'une kalachnikov et muni de neuf chargeurs pleins, est neutralisé par trois amis d'enfance, les Américains Anthony Sadler, Alek Skarlatos et Spencer Stone. En sauvant la vie de 500 passagers et en évitant ainsi un carnage, ils sont acclamés en héros dans le monde entier puis décorés de la Légion d'honneur par le président de la République François Hollande.

## Fiche technique
Sauf indication contraire, les informations mentionnées dans cette section peuvent être confirmées par la base de données cinématographiques IMDb,  présente dans la section « Liens externes ».
- Titre original : The 15:17 to Paris
- Titre français : Le 15 h 17 pour Paris
- Réalisation : Clint Eastwood
- Scénario : Dorothy Blyskal, d'après l'autobiographie The 15:17 to Paris: The True Story of a Terrorist, a Train, and Three American Heroes de Jeffrey E. Stern, Anthony Sadler, Alek Skarlatos et Spencer Stone
- Musique : Christian Jacob et Thomas Newman
- Direction artistique : Timothy David O'Brien
- Décors : Ronald R. Reiss
- Costumes : Deborah Hopper
- Photographie : Tom Stern
- Montage : Blu Murray
- Production : Clint Eastwood, Jessica Meier, Tim Moore et Kristina Rivera
- Sociétés de production : Malpaso Productions ; Warner Bros. (coproduction)
- Sociétés de distribution : Warner Bros. (États-Unis), Warner Bros. France (France)
- Pays de production :  États-Unis
- Langue originale : anglais
- Budget : 30 millions de dollars[1]
- Format : couleur - 2,39:1 - son Dolby numérique Dolby Atmos
- Genre : drame biographique
- Durée : 94 minutes
- Dates de sortie[2] :
  - France : 7 février 2018
  - États-Unis : 9 février 2018

## Distribution
- Anthony Sadler (VF : Mathias Timsit) : lui-même
- Alek Skarlatos (VF : François Santucci) : lui-même
- Spencer Stone (VF : Arnaud Laurent) : lui-même
- Judy Greer (VF : Candice Lartigue) : Joyce Eskel, la mère de Spencer
- Jenna Fischer (VF : Claire Guyot) : Heidi Skarlatos, la mère de Alek
- Paul-Mikél Williams (VF : Oscar Pauwels) : Anthony Sadler, enfant
- Bryce Gheisar (VF : Aloïs Agaësse-Mahieu) : Alek Skarlatos, enfant
- William Jennings (VF : Victor Biavan) : Spencer Stone, enfant
- Ray Corasani : Ayoub El Khazzani
- Major Cecil M. Henry : lui-même
- Mark Moogalian (VF : lui-même) : lui-même
- Isabelle Moogalian (VF : elle-même) : elle-même
- Chris Norman (VF : lui-même) : lui-même
- Tony Hale : Coach Murray, le professeur de sport
- Thomas Lennon (VF : Laurent Morteau) : Michael Akers, le principal de l'école
- Sinqua Walls (VF : Namakan Koné) : Marine
- P. J. Byrne : M. Henry
- Jaleel White : Garrett Walden
- François Hollande : lui-même (images d'archives du 24 août 2015)
- Patrick Braoudé : François Hollande, de dos
- Jeanne Goursaud : Léa
- Déborah Grall : une passagère du Thalys
- Vernon Dobtcheff : le vieil homme
- Alix Bénézech : une serveuse
- Camille Razat : une passagère sur le quai
- Alexia Giordano : la fille du train

 Source et légende : version française (VF) sur RS Doublageet selon le carton de doublage.

## Production

### Genèse et développement
Le 20 avril 2017, il est annoncé que Clint Eastwood adaptera au cinéma l'autobiographie The 15:17 to Paris: The True Story of a Terrorist, a Train, and Three American Heroes de Jeffrey E. Stern, Anthony Sadler, Aleksander Skarlatos et Spencer Stone à partir du scénario de Dorothy Blyskal. Le livre narre l'enfance, l'amitié, le parcours ainsi que l'héroïsme des trois amis d'enfance américains qui ont déjoué l'attentat du Thalys, à destination de Paris, le 21 août 2015.

### Attribution des rôles
En juin 2017, Clint Eastwood choisit les acteurs Kyle Gallner, Jeremie Harris et Alexander Ludwig pour les rôles principaux. Cependant, le 11 juillet, le cinéaste opte pour qu'Anthony Sadler, Alek Skarlatos et Spencer Stone incarnent eux-mêmes leurs propres rôles. Il s'agit pour tous les trois de leur premier rôle au cinéma. Des acteurs professionnels complètent tout de même la distribution : les actrices Judy Greer et Jenna Fischer, ainsi que les acteurs Tony Hale et Thomas Lennon, qui interprètent le professeur de gym et le principal de l'école que les trois hommes ont fréquentée ,. Fin août de la même année, alors que Clint Eastwood tourne à Paris, l'acteur français Patrick Braoudé est annoncé pour incarner le président de la République François Hollande. Patrick Braoudé avait déjà interprété le rôle de François Hollande dans le téléfilm La Dernière Campagne et évoquait très clairement le Président socialiste dans Ils sont partout,.
Sadler, Skarlatos et Stone ne sont même pas les seuls à jouer leur propre rôle, puisque le major Cecil M. Henry, Mark Moogalian, Isabelle Moogalian et Chris Norman (présent lors de l’attentat) sont également à la distribution.

### Tournage
Le tournage commence à l'été 2017 aux États-Unis, dans la région d'Atlanta, notamment à Warner Robins. Après les États-Unis, l'équipe se rend pour quelques jours pour tourner à Venise en Italie.
Il se poursuit en France, notamment à Paris, Gennevilliers, à la gare d'Arras,,, ainsi qu'en Belgique, à la gare de Bruxelles-Midi et à Ostende.
Afin de réaliser ce tournage dans des conditions réelles, Thalys a commandé 11 sillons à SNCF Réseau, pour un montant de 60 000 euros. Ces sillons ont permis au transporteur de faire circuler ses rames sans perturber la circulation sur le reste du réseau ferroviaire.

## Accueil

### Critiques
En France, le site Allociné recense une moyenne des critiques presse de 2,6/5, et des critiques spectateurs à 2,5/5. Plusieurs médias font néanmoins remarquer que le film a subi un embargo critique et que Warner Bros. n'a pas organisé de projections de presse,,.
Selon L'Obs, Clint Eastwood « signe un film plus fou qu'il n'en a l'air, reconstitution patraque mais fascinante de l'attentat avorté du Thalys en 2015. ». Pour Rolling Stone, « ce qui aurait pu être un bon film, tiré d'un excellent livre et d'un événement héroïque, n'est qu'une pale restitution cinématographique ». Pour Télérama, c'est également un raté : « Le 15h17 pour Paris est sans doute l’un des rares films impossible à sauver de ce cher Clint. »

### Box-office
- Mondial : 57 076 286 $[25]
- États-Unis : 36 276 286 $[25]
- France : 402 662 entrées[26]